# 文案測試
文案測試是廣告研究中針對特定廣告進行的市場調查。在廣告播出前，根據受訪者的反應、反饋和行為，預計廣告的成效。文案測試有時稱作廣告前測，而且不局限於平面文案，亦包括其他媒體，例如電視、電台、戶外、互聯網和社交媒體。
自動化文案測試是數位行銷中針對數位廣告的市場調查。異於一般文案測試，自動化文案測試採用真實使用者和環境進行檢測。獲邀的使用者安裝特定電腦軟件後如常瀏覽互聯網，其瀏覽的數位廣告會被換為受測試的數位文案。自動化文案測試一般以統計學的 Z-test 決定數據是否存在顯著性差異。如果受測廣告的表現顯著高於基準，則廣告商可採用該特定廣告。

## 特點
1. 提供與廣告目標相關的指標
2. 每一次測試前，為如何運用測試結果取得共識
3. 提供多項指標，因為單一指標未必可以完全反映廣告的表現
4. 建基於人類對廣告的反應 - 有否留意廣告、理解內容、和作出反應
5. 容許受測文案有否需要出現多於一次
6. 明白受測文案越趨完成，評估越趨成熟。最起碼，出現的其他文案應處於相約的完成程度。
7. 提供對照組，避免因為實驗環境導致的誤差
8. 對受訪者特徵作基本考慮
9. 符合研究效度和信度